# Kostel svatého Oldřicha (Nové Sady)
Kostel svatého Oldřicha je farní kostel v římskokatolické farnosti Nové Sady, nachází se na východním okraji vesnice Nové Sady, která je částí obce Písečné. Kostel je renesančněbarokní stavbou s pozdně gotickým jádrem, kdy součástí je hrobka a zvonice, kostel je součástí areálu hřbitova. Kostel je chráněn jako kulturní památka České republiky.

## Historie
Kostel pochází z doby kolem založení vesnice ve 14. století, později byl přestavován do renesanční a barokní podoby. Kostel byl postaven jako menší stavba, která byla kolem počátku 15. století rozšířena na západní straně. Hlavní loď kostela byla zaklenuta valenou klenbou se štukem. Kaple na severní straně kostela vznikla asi někdy v 15. či 16. století jako soukroma kaple Krokvicarů, kteří byli majiteli vesnice. V době kolem roku 1600 byla postavena věžovitá zvonice. Nedaleko věže je hrobka Collaltů. V druhé polovině 18. století byl pořízen oltářní obraz s vyobrazením svatého Oldřicha.